# Roland Michel Tremblay
Vous êtes invité à donner votre avis sur cette page de discussion, de manière argumentée en vous aidant notamment des critères d’admissibilité ou en présentant des sources extérieures et sérieuses.  
Après avoir apposé le modèle {{Admissibilité}} sur une page, suivez les étapes expliquées sur Wikipédia:Débat d'admissibilité/Aide :
| 1. | Créez la page de débat d'admissibilité.                                                                      | Sauvegardez d’abord la page pour l’initialiser puis indiquez votre motivation.                |
| 2. | Important : ajoutez une entrée dans la section Débat d'admissibilité du jour.                                | Utilisez ce texte : *{{L\|Roland Michel Tremblay}}                                            |
| 3. | Pensez à informer les contributeurs principaux de la page et les projets associés lorsque cela est possible. | Utilisez ce texte : {{subst:Avertissement débat d'admissibilité\|Roland Michel Tremblay}}~~~~ |

Pour les articles homonymes, voir Tremblay.
Roland-Michel Tremblay, né le 15 octobre 1972 dans la Ville de Québec au Canada, est auteur, poète, scénariste et consultant en science-fiction pour la télévision et le cinéma. Il habite Londres au Royaume-Uni depuis 1995.

#### Livres
- L'Éclecticisme (essai philosophique),  (ISBN 2-7479-0014-2)
- L'Attente de Paris (roman),  (ISBN 2-7479-0018-5)
- Denfert-Rochereau (roman),  (ISBN 2-7479-0012-6)
- L'Anarchiste (poésie),  (ISBN 2-7479-0013-4)
- Un Québécois à Paris (journal/essai),  (ISBN 2-914679-10-6)
- Un Québécois à New York (journal/essai),  (ISBN 2-914679-12-2)
- Un Québécois à Londres, Éditions Textes Gais, 2012

#### Télévision, Cinéma
- Travail en télévision, produit (Développement/Consultant Technique) (travail non crédité)
- Strange Days at Blake Holsey High (Black Hole High, 2002) (NBC et Discovery Channel, série télévisée)
- E=mc², The World's Most Famous Equation (WGBH/PBS, Channel 4 UK et Arte Documentaire/Film de 2 heures, 2003)